# 唐·切尼
唐纳德·R·切尼（英語：1946年3月22日—），生于路易斯安那州的巴吞鲁日，美国前职业篮球运动员和教练。

## 个人资料
切尼的大学篮球时代就读于休斯敦大学，在1968年NCAA首次全国现场直播的「学院篮球世纪之战」和加利福尼亚大学洛杉矶分校的比赛中打满40分钟。同年切尼在第一轮第12顺位在1968年的NBA选秀中被波士顿塞爾提克队摘下。
切尼是凯尔特人队中唯一的同比尔·拉塞尔 (1956-57 –1968-69)和拉里·伯德（1979-80 –1991-92）都并肩比赛过的球员。

## 名人轶事
- 1969年还是一年级新秀的切尼成为了当届总冠军的成员，他也曾作为球队主力帮助球队夺得1974年的NBA总冠军。
- 切尼是特技表演"daredevil"的忠实爱好者。在业余时间里，他曾经完成过多次的高空跳伞以及赛车驾驶运动。

## 个人荣誉
- 1969年和1974年NBA总冠军
- NBA全明星防守阵容（1972, 1973, 1974, 1975 和 1977）
- NBA最佳教练 休斯敦火箭时期的1990-91赛季，帮助火箭队取得了50胜-32负的成绩。
- 路易斯安纳体育名人堂（1991年）
- 1994年多伦多世界篮球锦标赛美国国家男篮金牌，时任球队助理教练。